# Castle Rock Entertainment
Castle Rock Entertainment est une société américaine de production de films de cinéma et de programmes de télévision qui fait partie du groupe Warner Bros. Entertainment au sein de Warner Bros. Discovery.
Parmi les films produits par Castle Rock, on peut citer Quand Harry rencontre Sally, Des hommes d'honneur, Les Pleins Pouvoirs, la Vie, l'Amour, les Vaches, Dans la ligne de mire, Lune de miel à Las Vegas, L'Irrésistible North ou Le Président et Miss Wade. Castle Rock a aussi produit la série télévisée Seinfeld.

## Historique
La société Castle Rock Entertainment est créé en 1987 par Alan Horn, Glenn Padnick, Rob Reiner, Andrew Scheinman et Martin Shafer. Avec ce nom, Rob Reiner a voulu rendre hommage à l'écrivain Stephen King : Castle Rock est une ville fictive du Maine dans laquelle l'auteur a situé plusieurs de ses romans (Dead Zone, Bazaar et Cujo par exemple) et nouvelles. Sous l'influence de Rob Reiner, la firme  produira plusieurs adaptations de l'œuvre de King : Misery, Le Bazaar de l'épouvante, Les Évadés, La Ligne verte, Dreamcatcher : L'Attrape-rêves ou Stand by Me,.
Initialement, Alan Horn est le CEO, Martin Shafer dirige la division films, Glenn Padnick la partie consacrée à la télévision, alors que Rob Reiner et Andrew Scheinman sont chargés de développer des productions.
La société est initialement soutenue par The Coca-Cola Company, qui possède alors Columbia Pictures. Les fondateurs de Coca-Cola et de Castle Rock détenaient conjointement des participations dans l'entreprise,. Quelques mois plus tard, Coca-Cola quitte finalement le secteur du divertissement et est remplacé par Columbia Pictures Entertainment, Inc..
La nouvelle société, initialement appelée Castle Rock Productions, vise un minimum de 15 longs métrages sur une période de 5 ans à un rythme de 3 films par an, avec le soutien du PDG de Columbia Pictures de l'époque, David Puttnam. Cet accord intervient à la suite du succès au box-office du film Stand by Me (1986) de Rob Reiner Norman Lear.
La société est rachetée en 1993 par Turner Broadcasting,. Quand Turner Broadcasting fusionne avec Time Warner en 1996, Castle Rock Entertainment est rattachée à Warner Bros. Entertainment.

## Filmographie
Sauf indication contraire, les informations mentionnées dans cette section peuvent être confirmées par la base de données cinématographiques IMDb,  présente dans la section « Liens externes ».
- 1989 : L'Étranger du froid (Winter People) de Ted Kotcheff
- 1989 : Quand Harry rencontre Sally (When Harry Met Sally...) de Rob Reiner
- 1990 : L'Île oubliée (Lord of the Flies) de Harry Hook
- 1990 : Futurama (The Spirit of '76) de Lucas Reiner
- 1990 : L'Amour dans de beaux draps (Sibling Rivalry) de Carl Reiner
- 1990 : Misery de Rob Reiner
- 1991 : La Vie, l'Amour, les Vaches (City Slickers) de Ron Underwood
- 1991 : Passeport pour le futur (Late for Dinner) de W. D. Richter
- 1992 : L'Année de la comète (Year of the Comet) de Peter Yates
- 1992 : Lune de miel à Las Vegas (Honeymoon in Vegas) de Andrew Bergman
- 1992 : Mr. Saturday Night de Billy Crystal
- 1992 : Des hommes d'honneur (A Few Good Men) de Rob Reiner
- 1993 : Amos et Andrew (Amos and Andrew) de E. Max Frye
- 1993 : Dans la ligne de mire (In the Line of Fire) de Wolfgang Petersen
- 1993 : Le Bazaar de l'épouvante (Needful Things) de Fraser Clarke Heston
- 1993 : Malice de Harold Becker
- 1993 : Josh et S.A.M. (Josh and S.A.M.) de Billy Weber
- 1994 : L'Or de Curly (City Slickers II: The Legend of Curly's Gold) de Paul Weiland
- 1994 : Little Big Boss (Little Big League) de Andrew Scheinman
- 1994 : L'Irrésistible North (North) de Rob Reiner
- 1994 : Barcelona de Whit Stillman
- 1994 : Les Évadés (The Shawshank Redemption) de Frank Darabont
- 1995 : Before Sunrise de Richard Linklater
- 1995 : Un cœur en balance (For Better or Worse) de Jason Alexander
- 1995 : Dolores Claiborne de Taylor Hackford
- 1995 : Forget Paris de Billy Crystal
- 1995 : Rangoon (Beyond Rangoon) de John Boorman
- 1995 : Les Chemins de la liberté (The Run of the Country) de Peter Yates
- 1995 : Le Président et Miss Wade (The American President) de Rob Reiner
- 1995 : Othello de Oliver Parker
- 1995 : Dracula, mort et heureux de l'être (Dracula: Dead and Loving It) de Mel Brooks
- 1996 : Au beau milieu de l'hiver (A Midwinter's Tale, également connu In the Bleak Midwinter) de Kenneth Branagh
- 1996 : City Hall de Harold Becker
- 1996 : Lone Star de John Sayles
- 1996 : Striptease de Andrew Bergman
- 1996 : Alaska de Fraser Clarke Heston
- 1996 : La Seconde Chance (The Spitfire Grill) de Lee David Zlotoff
- 1996 : Mesure d'urgence (Extreme Measures) de Michael Apted
- 1996 : Les Fantômes du passé (Ghosts of Mississippi) de Rob Reiner
- 1996 : Hamlet de Kenneth Branagh
- 1996 : Some Mother's Son de Terry George
- 1997 : Waiting for Guffman de Christopher Guest
- 1997 : SubUrbia de Richard Linklater
- 1997 : Les Pleins Pouvoirs (Absolute Power) de Clint Eastwood
- 1998 : La Méthode zéro (Zero Effect) de Jake Kasdan
- 1998 : Palmetto de Volker Schlöndorff
- 1998 : Le Géant et moi (My Giant) de Michael Lehmann
- 1998 : Sour Grapes de Larry David
- 1998 : Les Derniers Jours du disco (The Last Days of Disco) de Whit Stillman
- 1999 : Mickey les yeux bleus (Mickey Blue Eyes) de Kelly Makin
- 1999 : Une vie à deux (The Story of Us) de Rob Reiner
- 1999 : La Ligne verte (The Green Mile) de Frank Darabont
- 2000 : Piégé (Bait) de Antoine Fuqua
- 2000 : Bêtes de scène (Best in Show) de Christopher Guest
- 2000 : Les Âmes perdues (Lost Souls) de Janusz Kamiński
- 2000 : L'Échange (Proof of Life) de Taylor Hackford
- 2000 : Miss Détective (Miss Congeniality) de Donald Petrie
- 2001 : Cœurs perdus en Atlantide (Hearts in Atlantis) de Scott Hicks
- 2001 : The Majestic de Frank Darabont
- 2002 : Calculs meurtriers (Murder by Numbers) de Barbet Schroeder
- 2002 : Salton Sea (The Salton Sea) de D. J. Caruso
- 2002 : Pluto Nash (The Adventures of Pluto Nash) de Ron Underwood
- 2002 : L'Amour sans préavis (Two Weeks Notice) de Marc Lawrence
- 2003 : Kangourou Jack (Kangaroo Jack) de David McNally
- 2003 : Dreamcatcher : L'Attrape-rêves (Dreamcatcher) de Lawrence Kasdan
- 2003 : A Mighty Wind de Christopher Guest
- 2003 : Alex et Emma (Alex and Emma) de Rob Reiner
- 2004 : Envy de Barry Levinson
- 2004 : Before Sunset de Richard Linklater
- 2004 : Le Pôle express (The Polar Express) de Robert Zemeckis
- 2004 : Kangourou Jack : Bonjour l'Amérique (Kangaroo Jack: G'Day U.S.A.!) de Ron Myrick et Jeffrey Gatrall
- 2005 : Miss FBI : Divinement armée (Miss Congeniality 2: Armed and Fabulous) de John Pasquin
- 2006 : For Your Consideration de Christopher Guest
- 2007 : Le Come-Back (Music and Lyrics) de Marc Lawrence
- 2007 : La Faille (Fracture) de Gregory Hoblit
- 2007 : In the Land of Women de Jon Kasdan
- 2007 : Le Goût de la vie (No Reservations) de Scott Hicks
- 2007 : Michael Clayton de Tony Gilroy
- 2007 : Le Limier (Sleuth) de Kenneth Branagh
- 2008 : Sans plus attendre (The Bucket List) de Rob Reiner
- 2008 : La Théorie du Chaos (Chaos Theory) de Marcos Siega
- 2009 : Où sont passés les Morgan ? (Did You Hear About the Morgans?) de Marc Lawrence
- 2010 : Un cœur à l'envers (Flipped) de Rob Reiner
- 2010 : Faster de George Tillman Jr.
- 2011 : Sexe entre amis (Friends with Benefits) de Will Gluck
- 2012 : Un été magique (The Magic of Belle Isle) de Rob Reiner
- 2013 : Before Midnight de Rob Reiner
- 2014 : Ainsi va la vie (And So It Goes) de Rob Reiner
- 2014 : Les Mots pour lui dire (The Rewrite) de Marc Lawrence
- 2014 : Being Charlie de Rob Reiner
- 2016 : L. B. Johnson, après Kennedy (LBJ) de Rob Reiner
- 2018 : Shock and Awe de Rob Reiner
- 2023 : Albert Brooks: Defending My Life de Rob Reiner
- 2025 : Spinal Tap 2: The End Continues de Rob Reiner
- prochainement : Wind River: Rising (Wind River: The Next Chapter) de Kari Skogland